# بال‌چین‌دار قهوه‌ای
بال‌چین‌دار قهوه‌ای (انگلیسی: Euptychia picea) گونه‌ای از پروانه‌ها از خانواده Nymphalidae است که در آمریکای مرکزی و جنوبی، از مکزیک گرفته تا بولیوی و برزیل یافت می‌شود. طول بال‌های این پروانه بین ۳۵ تا ۴۲ میلی‌متر است و رنگ آن قهوه‌ای تیره یا مایل به مشکی با درخشندگی آبی متالیک یا سبز در قسمت بالایی است. قسمت زیرین قهوه ای با یک ردیف لکه‌های سفید و یک نوار نقره ای در سراسر بال عقب است. لاروها از گیاهان مختلف خانواده ملاستوماتاسه تغذیه می‌کنند. گونه مورد توجه حفاظتی نیست.

## ریشه نام
ریشه شناسی Euptychia picea از کلمه یونانی «ευ» (eu) به معنای «خوب» یا «خوب»، «πτυχή» (ptychia) به معنای «چین» یا «چین» و «πικρός» (pikros) به معنای «تلخ» گرفته شده است. "یا "تیز". نام «Euptychia» به ظاهر چین‌دار بال‌ها و نام «picea» به رنگ قهوه‌ای تیره یا سیاه بال‌ها اشاره دارد که تلخ یا تیز به نظر می‌رسد.